# Ratpenat cuallarg d'orelles amples
El ratpenat cuallarg d'orelles amples (Eumops bonariensis) és una espècie de ratpenat de la família dels molòssids pròpia de Sud-amèrica.